# Udarne, Bilohirsk
Udarne (în ucraineană Ударне) este un sat în comuna Melnîcine din raionul Bilohirsk, Republica Autonomă Crimeea, Ucraina.

## Demografie
Componența lingvistică a localității Udarne
     Rusă (42,96%)
     Tătară crimeeană (41,46%)
     Ucraineană (15,58%)
Conform recensământului din 2001, nu exista o limbă vorbită de majoritatea populației, aceasta fiind compusă din vorbitori de rusă (42,96%), tătară crimeeană (41,46%) și ucraineană (15,58%).